# Difluor
Difluor of moleculair fluor (F2) is de belangrijkste enkelvoudige stof van het element fluor. Het komt bij normale druk en temperatuur voor als een extreem reactief, uiterst giftig en corrosief gas met een lichtgele kleur en een verstikkende geur. Het wordt ook wel fluorgas genoemd.

## Synthese
Difluor wordt op industriële schaal bereid uit calciumfluoride (CaF2), dat verhit wordt met zwavelzuur waarbij watervrij waterstoffluoride (HF) wordt gevormd. Toevoegen van kaliumfluoride levert kaliumbifluoride (KHF2) op. Elektrolyse van kaliumbifluoride levert difluor aan de anode en diwaterstof aan de kathode:
{\displaystyle {\ce {CaF2 + H2SO4 -> 2HF + CaSO4}}}
{\displaystyle {\ce {HF + KF -> KHF2}}}
{\displaystyle {\ce {2KHF2 -> 2KF + H2 + F2}}}

## Eigenschappen
Difluor wordt uiterst gemakkelijk gereduceerd tot fluoride (E° = + 2,87 V) en is dan ook een van de sterkste oxidatoren die bestaan. Zelfs bij uiterst lage temperaturen (−200 °C) reageert difluor hevig met diwaterstof, waarbij waterstoffluoride ontstaat. Difluor reageert met alle andere elementen tot fluoriden, zelfs met edelgassen zoals argon, krypton, xenon en radon. Met sporen water reageert difluor onmiddellijk tot waterstoffluoride. Ook materialen zoals metalen, bepaalde kunststoffen en zelfs glas (bij hogere temperaturen) zijn niet tegen difluor bestand. Bij contact met glas ontstaat namelijk het vluchtige siliciumtetrafluoride.

## Natuurlijk voorkomen
Door zijn hoge reactiviteit komt het gas als dusdanig niet voor in de atmosfeer. Lang is gedacht dat het ook in de aardkorst niet van nature voorkomt, maar onlangs is aangetoond het voorkomt in insluitingen in antozoniet. Dit is een vorm van het mineraal fluoriet die ontstaat wanneer het calciumfluoride door ioniserende straling uiteenvalt in Ca2+ + 2F−, waarna de vrije fluor ionen combineren tot difluor. Via imperfecties in het kristalrooster stroomt het gas dan weg van de calciumionen waardoor het niet opnieuw reageert tot calciumfluoride. De calciumionen vormen clusters die het antozoniet zijn donker violet tot zwarte kleur geeft. Bij verbrijzelen van antazoniet komt het difluorgas vrij, en vanwege de onaangename geur staat het mineraal ook wel bekend als stinkspaat.

## Toepassingen
Difluor heeft, wegens zijn hoge reactiviteit, een beperkt aantal toepassingen. Het wordt in zuivere vorm enkel gebruikt bij het etsen van halfgeleiders.